# Racławicka (stanice metra ve Varšavě)
Racławicka je stanice varšavského metra na lince M1. Kód stanice je A-9. Otevřena byla 7. dubna 1995. Ze stanice je možnost přestupu na autobus. Leží v městské části Mokotów. Jde o jedinou stanici varšavského metra, která nemá toalety.